# Није далеко
„Није далеко” је југословенски кратки филм из 1979. године. Режирао га је Мирослав Микуљан а сценарио су написали Драго Кекановић и Звонимир Мајдак.

## Улоге
| Глумац           | Улога |
| ---------------- | ----- |
| Велимир Хитил    |       |
| Игор Гало        |       |
| Предраг Петровић |       |
| Ђорђе Рапајић    |       |
| Милан Срдоч      |       |